# مسابقه آهنگ یوروویژن نوجوانان 2018
مسابقه آواز یوروویژن نوجوانان ۲۰۱۸ شانزدهمین دوره از مسابقه سالانه یوروویژن نوجوانان بود که توسط شرکت تلویزیون و رادیو بلاروس (BTRC) و اتحادیه رادیو و تلویزیون اروپا (EBU) برگزار شد. در ۲۵ نوامبر ۲۰۱۸ در مینسک پایتخت بلاروس در ورزشگاه Minsk-Arena برگزار شد. این دومین بار بود که این مسابقه در بلاروس برگزار شد.
رکورد بیست کشور در این مسابقه شرکت کردند که Kazakhstan و Wales برای اولین بار شرکت کردند. France برای اولین بار از Junior، در کنار Azerbaijan برای اولین بار از Junior و Israel پس از غیبت در Junior به این کشور بازگشتند. Cyprus از این مسابقه کنار رفت. پولینا بوگوسویچ، برنده سال گذشته، مجدداً در کنار آهنگ مشترک "#LightUp" که توسط همه شرکت کنندگان خوانده شده بود، آهنگ خود را به عنوان وقفه اجرا کرد.